# Președinții Greciei
Aceasta este lista președințiilor greci. Instituția prezidențială a fost creată în 24 Ianuarie 1828

## Prima republică elenă, 1828-1833
| Președinte              | Născut-Decedat | Durata mandatului                 | Note                        |
| ----------------------- | -------------- | --------------------------------- | --------------------------- |
| Ioannis Kapodistrias    | 1776-1831      | 24 ianuarie 1828-9 octombrie 1831 | Guvernatorul Greciei        |
| Augustinos Kapodistrias | 1778-1857      | 9 octombrie 1831-9 aprilie 1832   | Guvernatorul Greciei        |
| Consiliul Guvernamental | -              | 9 aprilie 1832 - 2 februarie 1833 | Nici un oficial șef de stat |

## Regatul Greciei, 1833-1924
- Vezi la Regii Greciei

## A doua republică elenă, 1924-1935
| Președinte           | Născut-Decedat | Durata mandatului                    | Note             |
| -------------------- | -------------- | ------------------------------------ | ---------------- |
| Pavlos Koundouriotis | 1855-1935      | 25 martie 1924 - 15 martie 1926      | -                |
| Theodoros Pangalos   | 1878-1952      | 15 martie 1926 - 24 august 1926      | Dictator militar |
| Pavlos Koundouriotis | 1855-1935      | 24 august 1926 - 9 decembrie 1929    | -                |
| Alexandros Zaimis    | 1855-1936      | 9 decembrie 1929 - 10 octombrie 1935 | -                |

## Regatul Greciei, 1935-1973
- Vezi la Regii Greciei

## Dictatura, 1965-1974
| Președinte              | Născut-Decedat | Durata mandatului                  | Note                                  |
| ----------------------- | -------------- | ---------------------------------- | ------------------------------------- |
| Georgios Zoitakis       | 1910-1996      | 13 decembrie 1967 - 21 martie 1972 | Regent - Pus de Georgios Papadopoulos |
| Georgios Papadopoulos   | 1919-1999      | 21 martie 1972 - 1 iunie 1973      | Regent - Pus de către persoana sa     |
| Georgios Papadopoulos   | 1919-1999      | 1 iunie 1973 - 25 noiembrie 1973   | Președinte - Pus de către persoana sa |
| General Phaedon Gizikis | 1917-1999      | 25 noiembrie 1973 - 24 iulie 1974  | Pus de Brigadier General Ioannidis    |

## A treia republică elenă, 1974-prezent
| Președinte                  | Născut-Decedat | Durata mandatului               | Note                 |
| --------------------------- | -------------- | ------------------------------- | -------------------- |
| Michail Stasinopoulos       | 1903-2002      | 24 iulie 1974 - 19 iulie 1975   |                      |
| Konstantinos Tsatsos        | 1899-1987      | 19 iulie 1975 - 10 mai 1980     |                      |
| Konstantinos Karamanlis     | 1907-1998      | 10 mai 1980 - 10 martie 1985    |                      |
| Ioannis Alevras             | 1912-1995      | 10 martie 1985 - 30 martie 1985 | Președinte interimar |
| Christos Sartzetakis        | 1929-2022      | 30 martie 1973 - 5 mai 1990     |                      |
| Konstantinos Karamanlis     | 1907-1998      | 5 mai 1990 - 10 martie 1995     | Al doilea mandat     |
| Konstantinos Stephanopoulos | 1926-2016      | 10 martie 1995 - 12 martie 2005 |                      |
| Karolos Papoulias           | 1929-2021      | 12 martie 2005 - 13 martie 2015 |                      |
| Prokopis Pavlopoulos        | 1950-          | 13 martie 2015 - 13 martie 2020 |                      |
| Ekaterini Sakellaropoulou   | 1956-          | 13 martie 2020 - 13 martie 2025 |                      |
| Konstantinos Tasoulas       | 1959 -         | 13 martie 2025 -                |                      |